# Euclystis gradivus
Euclystis gradivus är en fjärilsart som beskrevs av William Schaus 1914. Euclystis gradivus ingår i släktet Euclystis och familjen nattflyn. Inga underarter finns listade i Catalogue of Life.